# تمييز طائفي
يمكن تعريف الطاوئفية على أنها ممارسة يتم إنشاؤها على مدى فترة زمنية من خلال عادات اجتماعية، ثقافية، وسياسية متسقة تؤدي إلى تكوين تضامن جماعي يعتمد على ممارسات الشمول والإقصاء.  يركز التمييز الطائفي يركز على جانب الإقصاء للطوائفية ويمكن تعريفه على أنه 'الكراهية الناشئة عن إيلاء أهمية للاختلافات المتصورة بين التقسيمات الفرعية داخل المجموعة'، على سبيل المثال الطوائف المختلفة للدين أو فصائل المعتقد السياسي. 
عادة ما يكون التمييز الطائفي عاملًا أساسيًا في فترات العنف الطائفي. يمكن وصف العنف الطائفي بأنه نزاع إما بين أو ضمن الجماعات ذات عرق أو دين معين، حيث يكون سبب العنف هو اختلافاتهم.  مثال على العنف الطائفي هو الصراع بين السنة والشيعة في الشرق الأوسط، أو بين الكاثوليك والپروتستانت في أيرلندا الشمالية.

## أوروبا
منذ القرن 17، كان هناك صراع طائفي متفاوت الشدة في أيرلندا. هذا التمييز الطائفي الديني مرتبط بالقومية. كان هذا الأمر كثيف بشكل خاص في أيرلندا الشمالية منذ القرن 17. بسبب الهجرة الأيرلندية، يمكن العثور على هذه التوترات في مناطق أخرى من العالم، بما في ذلك سكوتلندا (مع بعض مشجعي أندية كرة القدم مثل رينجرز وسيلتيك وهارتس وهيبس ينغمسون في الهتافات الطائفية) (انظر: الطوائفية في ڠلاسكو )، نيوفاوندلاند، المقاطعات البحرية في كندا، ولاية نيويورك، أونتاريو ، ليڤرپول، برمنڠهام وأماكن أخرى. انظر أيضًا: حزب لا أدري لمعرفة المشاعر المعادية للكاثوليكية في الولايات المتحدة.
في البلدان الكاثوليكية، تعرض الپروتستانت تاريخيًا للاضطهاد بوصفهم مهرطقين. على سبيل المثال، تم طرد عدد كبير من السكان الپروتستانت في فرنسا (الهوڠونوت) من المملكة في الـ1680ـات بعد إلغاء مرسوم نانت. هرب العديد من الهوڠونوت عبر القنال إلى إنڠلترا على أمل حياة أفضل. في إسپانيا، سعت محاكم التفتيش إلى استئصال ليس فقط الپروتستانتية ولكن أيضًا اليهود السريون؛ في أماكن أخرى، عقدت محكمة التفتيش أهدافًا مماثلة. 
في معظم الأماكن التي تكون فيها الپروتستانتية هي الأغلبية أو الديانة 'الرسمية'، كانت هناك أمثلة على اضطهاد الكاثوليك. في البلدان التي نجحت فيها حركة الإصلاح، غالبًا ما كان هذا يكمن في التصور القائل بأن الكاثوليك احتفظوا بالولاء لقوة 'أجنبية' (البابوية)، مما جعلهم يُنظر إليهم بعين الريبة. يتجلى عدم الثقة هذا أحيانًا في تعرض الكاثوليك للقيود والتمييز، الأمر الذي أدى في حد ذاته إلى مزيد من الصراع. على سبيل المثال، قبل التحرر الكاثوليكي في عام 1829، مُنع الكاثوليك من التصويت والترشح للانتخابات وشراء الأراضي في أيرلندا.
اليوم، عادةً ما يتم إقصاء التعصب والتمييز في العمل في أماكن قليلة حيث تكون الأشكال المتطرفة للدين هي قاعدة السلوك، أو في المناطق التي لها تاريخ طويل من العنف والتوتر الطائفي، مثل أيرلندا الشمالية (خاصةً فيما يتعلق بالتوظيف؛ ومع ذلك، هذا الأمر يموت في هذه الولاية القضائية، بفضل التشريعات المطبقة بصرامة. يحدث التمييز العكسي الآن من حيث حصص التوظيف المطبقة الآن). في الأماكن التي تسود فيها أشكال أكثر 'اعتدالًا' من الپروتستانتية (مثل الأنڠليكانية / الأسقفية)، لا يصبح التقليدان مستقطبين ضد بعضهما البعض، وعادةً ما يتعايشان بسلام. في إنڠلترا على وجه الخصوص، بالكاد يُسمع عن التمييز الطائفي في الوقت الحاضر. ومع ذلك، في غرب سكوتلندا (حيث الكالفينية والمشيخية هما قاعدة السلوك) لا تزال الانقسامات الطائفية تنشأ في بعض الأحيان بين الكاثوليك والپروتستانت. في الواقع، في السنوات الأولى التي أعقبت الإصلاح السكوتلاندي، كان هناك بالفعل توتر طائفي داخلي بين الكنيسة السكوتلاندية المشيخية وآنجليكانيي 'الكنيسة العليا'، الذين اعتبروهم احتفظوا بالعديد من المواقف والممارسات من العصر الكاثوليكي. قدمت أيرلندا الشمالية يومًا خاصًا للتأمل،  منذ عام 2007، وذلك للاحتفال بالانتقال إلى مجتمع ما بعد الصراع [الطائفي]، وهي مبادرة من المجتمع عبر الشفاء من خلال التذكر  مشروع تنظيم وبحث.
كانت الحروب الأهلية في البلقان التي أعقبت تفكك يوڠوسلاڤيا مشوبة بشدة بالتمييز الطائفي. كان الكروات والسلوڤينيون تقليديًا كاثوليك، صرب، مقدونيين أرثوذكس شرقيين، والبوشناق وأغلبية الألبان مسلمين. كان الانتماء الديني بمثابة علامة على هوية المجموعة في هذا الصراع، على الرغم من معدلات الممارسة والمعتقدات الدينية المنخفضة نسبيًا بين هذه المجموعات العرقية المختلفة بعد عقود من الشيوعية.

## أستراليا
التمييز الطائفي في أستراليا هي إرث تاريخي من القرن 18، 19، و20.

## الشرق الأوسط وآسيا

### العراق
الصراع الطائفي الرئيسي في العراق هو بين المسلمين الشيعة والسنة، وقد أدى إلى كميات كبيرة من التمييز، سفك الدماء، وعدم الاستقرار.  في حين أن غالبية المسلمين في العراق هم من الشيعة والأقلية من السنة، فقد جادل عدد من العلماء، بمن فيهم حسن العلوي، باستمرار بأن التمييز الطائفي في العراق أدى لتفضيل العرب السنة وتمييز ضد الشيعة.   يمكن إرجاع التوترات الطائفية بين هاتين الطائفتين إلى إنشاء دولة العراق تحت الانتداب البريطاني، عندما عين البريطانيون الملك السني فيصل الأول.  أول دليل مكتوب على التمييز الطائفي يعود إلى عام 1935 عندما كتب المحامون الشيعة ميثاق النجف الذي وثق إحباطهم واستيائهم من التمييز الطائفي ضد الطائفة الشيعية في العراق. أدت النزاعات الطائفية في العراق بين السنة والشيعة إلى تهميش الطوائف الدينية الأخرى، وبالأخص الطوائف المسيحية في العراق، التي تعتبر أقدم طوائف لا زالت موجودة في منطقة العراق وامتداد للجنات والعرق الآشوري بحسب أبرز علماء النسل. 
هناك آراء متباينة حول كيفية تأثير نظام البعث على التمييز الطائفي في العراق. يعتقد أحد وجهات النظر أن نظام البعث نفذ سياسات شددت الخطوط بين الهويات الطائفية، مما ساهم في تفاقم التوترات الطائفية.  أما المنظور الثاني، فيرى أن نظام البعث حاول قمع التمييز الطائفي بتنفيذ سياسات مثل أحكام السجن بتهمة تدمير المواد الدينية، دور العبادة، أو الشعائر. 
في الآونة الأخيرة، عبّرت الأقلية السنية عن شعورها بالتهميش المتزايد من قبل الحكومة التي يقودها الشيعة بقيادة رئيس الوزراء نوري المالكي.  أدت مشاعر التمييز الطائفي بين السكان السنة إلى خلق سردية مظلومية مجتمعية. 

### سوريا
المقال الرئيسي: الطوائفية والأقليات في الحرب الأهلية السورية
حدد محققو حقوق الإنسان التابعون للأمم المتحدة، العاملون في سوريا، الحرب الأهلية السورية بأنها صراع طائفي صريح.  لقد أدى الشعور العميق بالتهديد الناجم عن التمييز الطائفي ضد الأقليات العرقية والدينية إلى اصطفاف هذه الجماعات مع الأطراف المتورطة في النزاع على أمل أن توفر الحماية، لكن هذا يساهم في تعميق الانقسامات الطائفية داخل البلاد. 
غيرت الحرب الأهلية التوزيع الطائفي في سوريا، بسبب الكميات الكبيرة من التهجير والتطهير العرقي في مناطق معينة.  يمكن اعتبار الدولة الآن مقسمة إلى أربع مناطق بحسب الأمم المتحدة؛ رعاية النظام، المتمردين، أو الأكراد. يمكن اعتبار المناطق الخاضعة لسيطرة جيش النظام أكثر المناطق تنوعًا، وتتألف بشكل أساسي من السنة، عدد كبير من العلويين، وعدد قليل من الأقليات الذين فروا إلى المنطقة بحثًا عن الحماية.  المناطق التي يسيطر عليها المتمردون، يسيطر عليها العرب السنة، والأقليات (كالمسيحيين واليهود) التي تعيش في هذه المناطق إما أُجبرت على التحول إلى المذهب السني أو هربت. أخيرًا، المناطق التي يسيطر عليها الأكراد، والموجودة بشكل أساسي على طول الحدود الشمالية، تخضع لسيطرة قوات سوريا الديموقراطية التي يقودها الأكراد. 

### لبنان
الانقسامات الدينية في لبنان معقدة للغاية، ويتكون البلد من العديد من المجموعات الدينية. نشأ التمييز الطائفي في لبنان بسبب التحريض الطائفي بعد دخول اللاجئين الفلسطينيين ومنظمة التحرير الفلسطينية إلى البلاد. واجه اليهود في لبنان التمييز بعد الحرب العربية-الإسرائيلية وأثناء الحرب الأهلية، على الرغم من أن لبنان كان دولة صديقة لليهود و«بعيدًا عن كونه بلدًا 'معاديًا للسامية'» وفقًا لكيرستن شولز. في الـ1940ـات، بعد تعيينه رئيسًا مؤقتًا للإشراف على الانتخابات النيابية، حاول الرئيس أيوب تابت وضع قانون انتخاب جديد يسمح للمنتشرين اللبنانيين (ذات الأغلبية المسيحية) بالمشاركة في العملية الانتخابية؛ أثار هذا القانون ضجة طائفية (من المسلمين) وحدث خلاف على توزيع مقاعد مجلس النواب. تم عزل الدكتور أيوب تابت، ومنع المغتربون المسيحيون من التصويت في الانتخابات حتى 2018 بقانون سعى إليه وزير الخارجية والمغتربين جبران باسيل. بعد اتفاق الطائف الذي أنهى الحرب الأهلية بالتسوية، انتُزعت الصلاحيات من مواقع المسيحيين [الموارنة] وقسمت و/أو أعطيت لمواقع إسلامية؛ عارض العماد ميشال عون الاتفاق ووصفه بأنه مؤامرة على آخر دولة تحافظ وتحترم مسيحيي الشرق الأوسط ودورهم التاريخي فيه.

### پاكيستان
في پاكيستان، كان هناك تاريخ من العنف الطائفي والاضطرابات منذ الـ1970ـات، على الرغم من أن الكثير من العنف قد يُعزى إلى الاشتباكات غير الدينية على الأراضي القبلية، التنافس، والخلافات الطبقية. جميع العلاقات بين الشيعة والسنة تقريبًا سلمية، وهناك درجة كبيرة من التزاوج بين الطائفتين. علاوة على ذلك، يلعب العديد من الشيعة البارزين دورًا سياسيًا مهمًا في البلاد - يعتقد أن الراحلة بينظير بوتو كانت من الشيعة، على سبيل المثال. ومع ذلك، فإن العنف المتقطع بين الطائفتين غالبًا ما يبدأ من قبل المتطرفين من كلا الجانبين، ولا سيما في جنوب الپونجاب. في معظم الأوقات أثناء الصراعات الطائفية بين السنة والشيعة، تتعرض طوائف دينية أخرى إلى الترهيب والاضطهاد بما في ذلك مسيحيي پاكيستان من جميع المذاهب والطوائف الذين يواجهون التعذيب والقتل أثناء الحملات الارهابية والأصولية، وأيضًا السكان الهندوس.

## التمييز الطائفي داخل اليهودية
يوجد التمييز الطائفي أيضًا بين اليهود الأرثوذكس والإصلاحيين، حيث يصف اليهود الأرثوذكس في كثير من الأحيان اليهود الإصلاحيين بأنهم غير متدينين، يعصون التوراة، نادرًا ما يحضرون الكنيس، ويتبنون أنماط العبادة شبه المسيحية. من ناحية أخرى، غالبًا ما ينظر اليهود الإصلاحيون إلى الأرثوذكس على أنهم غير متسامحين تجاههم وتجاه الأديان الأخرى، يضعون القواعد القانونية مثل مراعاة يوم السبت فوق الالتزامات الأخلاقية، وكونهم يشبهون العبادة ومعادون للتغيير.

## التمييز الطائفي الديني
وحيثما تتنافس الطوائف الدينية، توجد الطوائفية الدينية بأشكال ودرجات متفاوتة. في بعض المناطق، الطوائف الدينية (على سبيل المثال المسيحيين الپروتستانت والكاثوليك في الولايات المتحدة) موجودة الآن بسلام جنبًا إلى جنب بالنسبة للجزء الأكبر. في مناطق أخرى، كان بعض الإسميين من الكاثوليك والپروتستانت في صراع شرس - أحد الأمثلة الحديثة على ذلك كان في أيرلندا الشمالية، على الرغم من إدانة الصراع من قبل بعض القادة الكاثوليك والپروتستانت. داخل الإسلام، كان هناك صراع في فترات مختلفة بين السنة والشيعة؛ الشيعة يعتبرون السنة مسلمين لكن «غير مؤمنين». أعلن العديد من الزعماء الدينيين السنة، بمن فيهم أولئك المستوحون من الوهابية وغيرها من الأيديولوجيات، الشيعة (وأحيانًا تيار السنة السائد المعتدل) مهرطقين و/أو مرتدين. 

## التمييز الطائفي السياسي
في المجال السياسي، فإن وصف جماعة ما بأنها 'تميز طائفيًا' (أو بأنها تمارس 'الطوائفية') يعني اتهامها بإعطاء الأولوية للاختلافات والتنافسات مع المجموعات القريبة سياسيًا. مثلًا يمكن لمجموعة شيوعية متهمة بتخصيص قدر مفرط من الوقت والطاقة للتنديد بالجماعات الشيوعية الأخرى بدلًا من أعدائها المشتركين. ومع ذلك، فقد انتشرت الأحزاب السياسية الپروتستانتية الأصولية الانفصالية، وشجب بعضها البعض بانتظام، في نيوزيلندا، كما يتضح من المدخلات في مستقبل متحد نيوزيلندا ومستقبل نيوزيلندا. يبدو أن الليبرتارية معرضة بالمثل للميول الانقسامية الخاصة بها.
يحتوي فيلم مونتي پايثون حياة براين على نكتة مشهورة حيث يهتم العديد من مجموعات يهودا، الذين لا يمكن تمييزهم عن شخص غريب، بالقتال الداخلي أكثر من اهتمامهم الاسمي بمعارضة الحكم الروماني. يعتبر هذا محاكاة ساخرة للجماعات السياسية الحديثة. 

## نصب تذكارية تعزز التكافؤ الهش في الاحترام للاختلاف
- نصب لينين التذكاري : إيرلندا الشمالية